# شيري ساوم
شيري ساوم (بالإنجليزية: Sherri M. Saum)‏ (مواليد 1 أكتوبر 1974) ممثلة أمريكية. عرفت بدورها الرئيسي (لانا آدمز فوستر) في المسلسل الدرامي ذا فوسترز عبر شبكة فري فورم 2013، ودورها الشرفي في المسلسل التلفزيوني قود تروبل 2019.
وعرفت أيضًا بأدوراها التلفزيونية في مسلسل في المعالجة، و مسلسلات أنقذني، بيجيرز اند تشوزرز، وحياة واحدة للعيش، وشاطئ الغروب.

## النشأة
ولدت ساوم لأم ألمانية وأب أمريكي من أصل أفريقي، في في دايتون بولاية أوهايو. حصلت على بدايتها في مؤتمر Model Search America بالقرب من منزلها في Kettering ، أوهايو. اكتشفت موهبتها خلال المدرسة الثانوية ، وقضت العطلات الصيفية في التمثيل حتى انتقلت إلى نيويورك للعمل بدوام كامل مع وكالة ان واي ايميج. حضرت ساوم جامعة ولاية أوهايو في كولومبوس، وجامعة نيويورك في نيويورك.

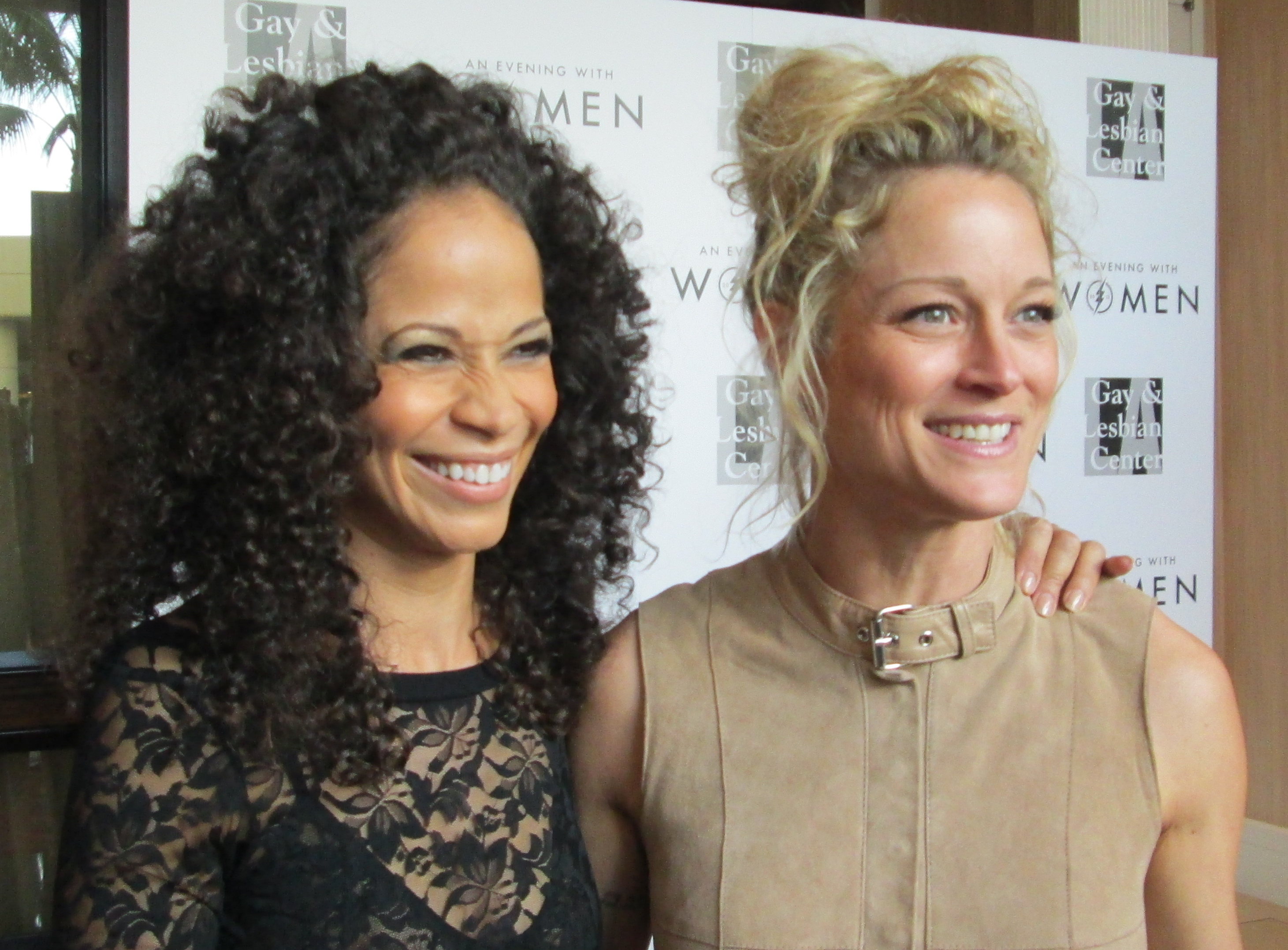
ساوم مع تيري بولو في 2013

## فيلموغرافيا

### أفلام
| عام  | عنوان                | الدور         | ملاحظات       |
| ---- | -------------------- | ------------- | ------------- |
| 2003 | آن بي ريال           | جانيت جيمينيز |               |
| 2003 | إيجاد المنزل         | كانداس        |               |
| 2005 | الحب والانتحار       | جورجينا       |               |
| 2009 | غريب النسبي          | نيكول تيت     | فيلم تلفزيوني |
| 2010 | عشر قصص              | سوزان         |               |
| 2012 | خذها                 | حبيب          | فيلم قصير     |
| 2017 | أول سكين سترايك جزار |               | فيلم قصير     |
| 2018 | # أهداف              | جين بوب       |               |

## روابط خارجية
- شيري ساوم على موقع IMDb (الإنجليزية)
- شيري ساوم على موقع ألو سيني (الفرنسية)
- شيري ساوم على موقع أول موفي (الإنجليزية)
- شيري ساوم على موقع قاعدة بيانات الفيلم (الإنجليزية)
- شيري ساوم على موقع كينوبويسك (الروسية)